# ALLinHK

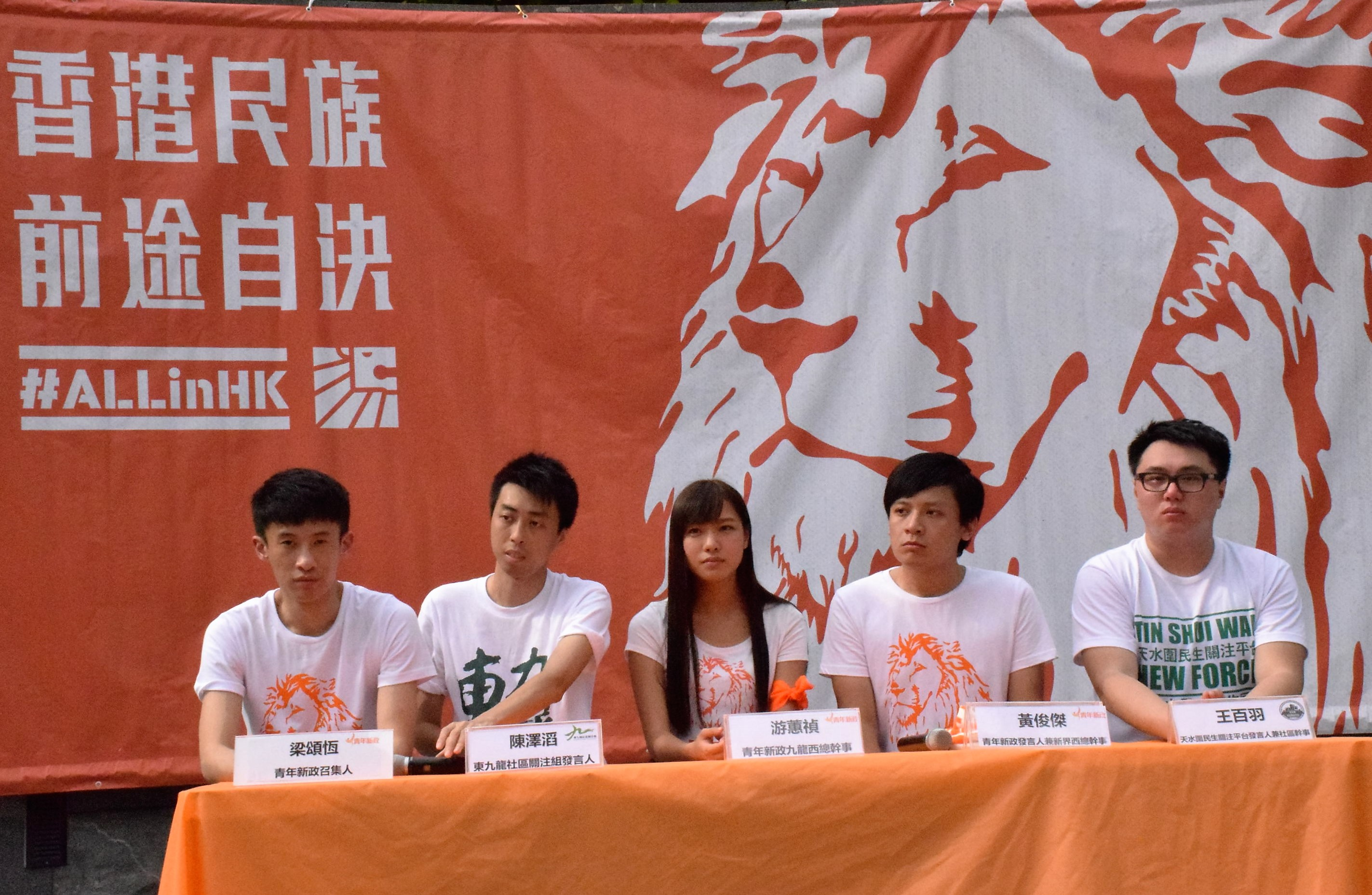
2016年7月10日、ALLinHKの香港立法会選挙に関する記者会見

ALLinHKは、香港本土派のいくつかの政党・政治団体が2014年の雨傘革命後に結成した選挙連合。民族自決を掲げている。青年新政、東九龍社区関注組、天水囲民生関注平台、長沙湾社区發展力量、慈雲山建設力量、屯門社区関注組がメンバーとなっている。

## 選挙

### 2016年香港立法会選挙

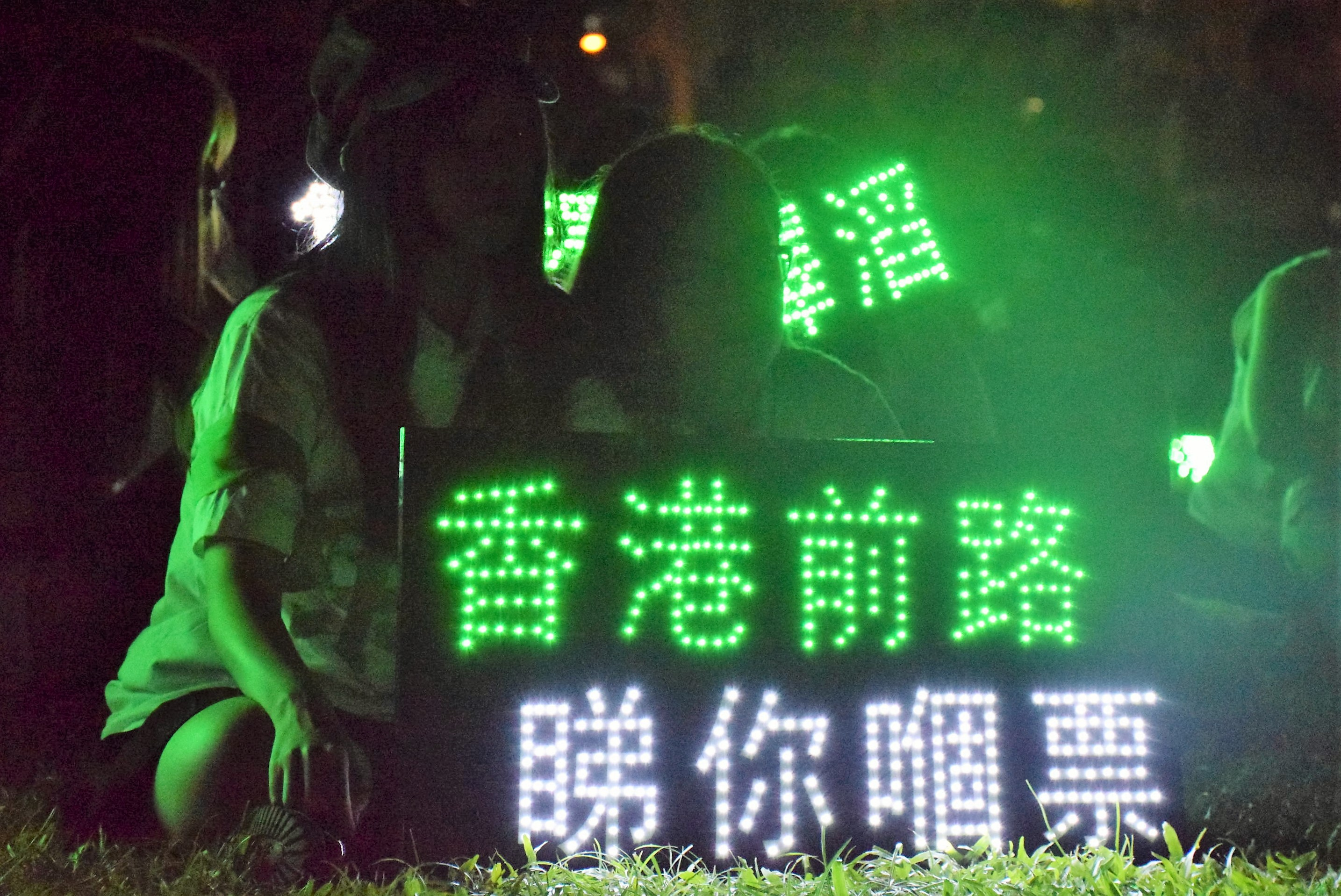
2016年8月28日の「香港民族準備会議」の様子

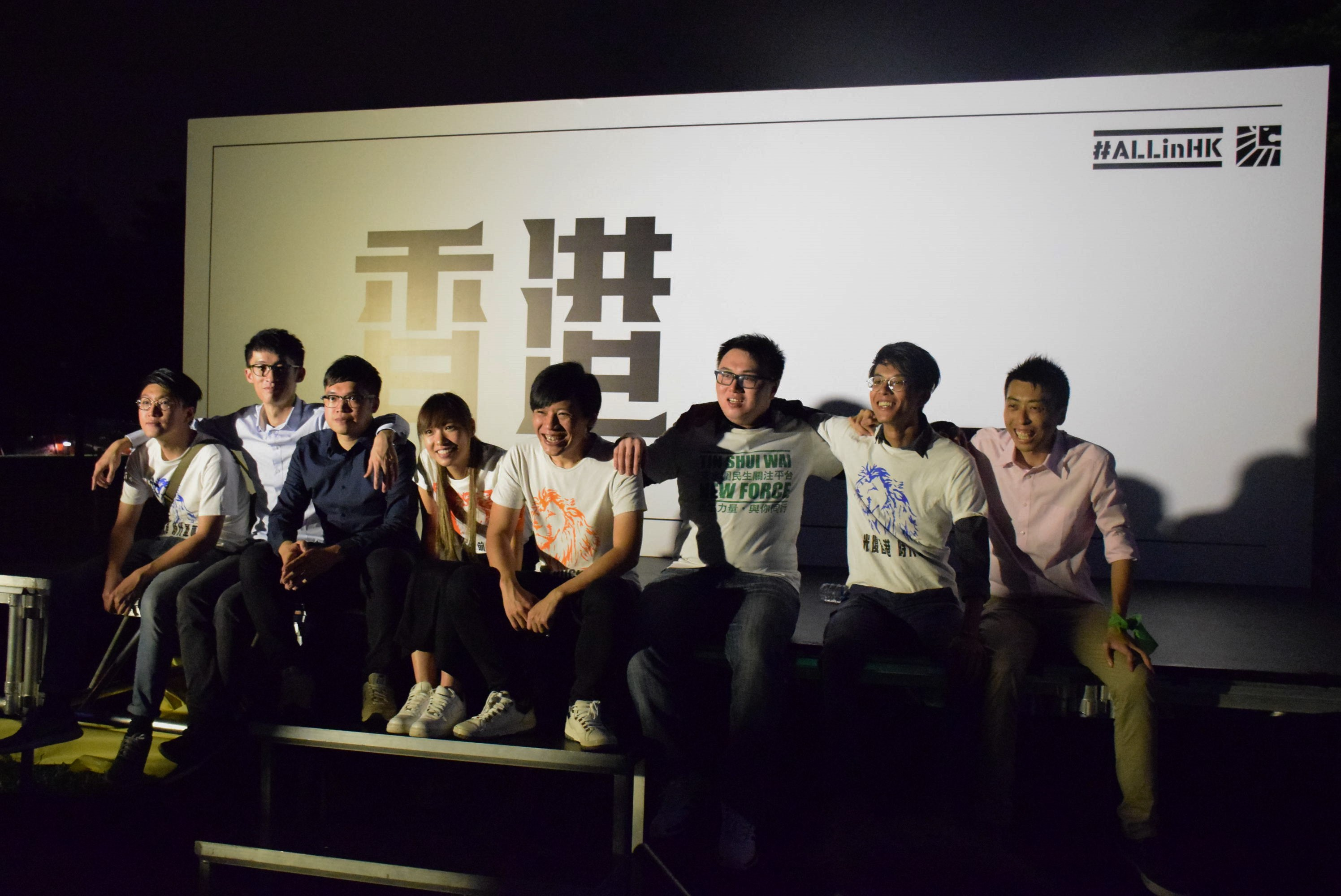
香港民族準備会議での、立法会選挙のALLinHKの候補者（梁頌恒（左から2番目）、李東昇、游蕙禎、黄俊傑、王百羽、陳澤滔）と、2人の本土民主前線の梁天琦（左から1番目）と黄台仰（右から2番目）。

2016年立法会選挙では、香港島以外の4つの選挙区に候補者を立て、最終的に游蕙禎と梁頌恒の2人が当選し、2議席を獲得した。
しかし、10月12日の議員就任宣誓時に、定型の宣誓文を読まず、宣誓の途中で中国を「支那」と聞こえるような発音で表現したり、「香港は中国ではない」(Hong Kong is not China)という横断幕を掲げるなどしたため、上記の行動を中国の全国人民代表大会常務委員会から問題視され、2人の議員が「中華人民共和国香港特別行政区」に忠誠を尽くすと宣誓することを定めた香港特別行政区基本法104条に違反するとして裁判を起こされた。裁判の結果、11月5日に高等法院によって2人の宣誓が無効とされ、宣誓日付をもって議員資格を取り消された。

### 2019年香港区議会議員選挙
東九龍社区関注組の推薦を受け黄子健が、天水囲民生関注平台の推薦を受け陳詩雅、巫啓航、王百羽の3人が、長沙湾社区發展力量の推薦を受け李文浩が、慈雲山建設力量の推薦を受け岑宇軒、張嘉宜の2人が区議会議員選挙に出馬。7人全員が当選した。

### 2020年香港立法会選挙
天水囲民生関注平台の王百羽が、2020年香港立法会選挙区議會（第二）職能別選挙区への立候補を表明した。7月には民主派予備選挙に立候補し、最終的に71,706票を獲得して勝利を収め、本土派議員の李軒朗とともにに参加区議會（第二）職能別選挙区に出馬することとなった。そのような中、林鄭月娥行政長官は7月31日、新型コロナウイルス感染症の影響を考慮することを理由に、緊急状況規則条例を適応して選挙を1年間延期し、2021年9月5日に執行するとと発表した。しかしこの延期には香港の法曹界からは違法との指摘も出ている。